# Tropidurus psammonastes
Tropidurus psammonastes là một loài thằn lằn trong họ Tropiduridae. Loài này được Rodrigues, Kasahara, Yonenaga-Yassuda mô tả khoa học đầu tiên năm 1988.